# Almarada
L'almarada  és una paraula d'origen àrab. És una arma blanca, curta, generalment d'acer, amb mànec de fusta i semblant a un punxó de fulla còncava. Sense tall, tan sols fereix de punta sense causar una important hemorràgia externa, i pot causar greus danys interns. És també coneguda en castellà com a chupasangre.
També rep el nom d'almarada un cert tipus d'agulla utilitzada en l'antiguitat per cosir calçat.